# هكتور كاميرون
هكتور كاميرون هو سياسي كندي، ولد في 3 يونيو 1832، وتوفي في 2 نوفمبر 1896. انتخب عضو مجلس العموم الكندي.